# La Mémoire insoluble
Albums de Tanger
Tanger
(1997) Le Détroit
(2000)
La Mémoire insoluble est un album du groupe de rock français Tanger, sorti en 1998 sur le label Mercury Records.

## Réception
Selon l'édition française du magazine Rolling Stone, cet album est le 77e meilleur album de rock français. Il est également inclus dans l'ouvrage Philippe Manœuvre présente : Rock français, de Johnny à BB Brunes, 123 albums essentiels.

## Liste des pistes
| 1.    | Mouvement 2e (Les putains sacrées de Goaty) | 5:38 |
| 2.    | Chloé des Lysses                            | 4:34 |
| 3.    | L'Explication                               | 4:12 |
| 4.    | Facel Vega                                  | 6:46 |
| 5.    | Pièce détachée                              | 1:20 |
| 6.    | Man Story                                   | 5:10 |
| 7.    | L'Auréole                                   | 4:41 |
| 8.    | L'Imparfait                                 | 4:10 |
| 9.    | Mouvement 4e (L'Inconsolence Partie 2)      | 4:20 |
| 10.   | Camille 3                                   | 3:15 |
| 11.   | Les Ailes de l'augure                       | 5:58 |
| 12.   | La Tectonique des corps                     | 0:57 |
| 13.   | La Valse des amants                         | 3:47 |
| 69.   | 69 (Piste cachée)                           | 3:06 |
| 61:33 |                                             |      |

Les pistes 14 à 68 sont uniquement composées de trois secondes de silence.